# Jihovýchodní region (Brazílie)
Jihovýchodní region je územní jednotka Brazílie zabírající 10,9% jejího území, v roce 2022 zde žilo 41,7 % veškerého brazilského obyvatelstva. Je složen ze států São Paulo, Minas Gerais, Rio de Janeiro a Espírito Santo. Region je nejlidnatější v Brazílii, je vysoce urbanizovaný, přes 90% obyvatel žije ve městech. Zároveň představuje ekonomické centrum celého státu - vytvoří se zde přibližně 60% brazilského HDP.
Brazilské regiony představují 5 uskupení jednotlivých brazilských států a federálního distriktu, ze kterých se skládá Brazilská republika. Území jsou seskupena podle geografické blízkosti a obdobným přírodním podmínkám. Regiony byly vytvořeny Brazilským institutem pro geografii a statistiku (portugalsky Instituto Brasileiro de Geografia e Estatística, zkratka IBGE) za účelem rozdělit rozlehlé brazilské území do několika oblastí. Regiony nedisponují žádnou politickou mocí či autonomií.